# Оучунек
Оучунек (перс. اوچونک‎) — село на севере Ирана, в остане Тегеран. Входит в состав шахрестана Демавенд. Является частью дехестана (сельского округа) Джемабруд бахша Меркези.

## География
Село находится в восточной части остана, к югу от автодороги 79, на расстоянии приблизительно 21 километра (по прямой) к юго-востоку от города Демавенд, административного центра шахрестана. Абсолютная высота — 1836 метров над уровнем моря.

## Население
По данным переписи 2006 года население села составляло 471 человек (249 мужчин и 222 женщины). В Оучунеке насчитывалось 170 домохозяйств. Уровень грамотности населения составлял 77,9 %. Уровень грамотности среди мужчин составлял 81,5 %, среди женщин — 73,9 %.
В 2016 году в селе имелось 203 домохозяйства и проживало 598 человек (339 мужчин и 259 женщин).
Среди жителей распространён диалект оучунеки мазандеранского языка.